# Hippolyt Kempf
Hippolyt Marcel Kempf  (Rufname: Hippy) (* 10. Dezember 1965 in Luzern) ist ein ehemaliger Schweizer Nordischer Kombinierer.

## Werdegang

### Anfänge im Weltcup
Seit 1983 bestritt Kempf vermehrt Rennen in der Nordischen Kombination. Sein internationales Debüt gab er am 4. Januar 1986 im Rahmen des Weltcups der Nordischen Kombination in Schonach im Schwarzwald. Dabei gelang ihm mit Rang 15 auf Anhieb auch der ersten Weltcup-Punkte-Gewinn. Im Februar in Lahti landete er als Achter erstmals unter den besten zehn.
In die Saison 1986/87 startete er mit Rang sechs in Canmore. Gut zwei Wochen später gewann er in Oberwiesenthal sein erstes Weltcup-Rennen, den sogenannten Posamentenpokal. Der Wettbewerb hatte an einem Tag abgewickelt werden müssen. Im Januar erreichte er mit Rang drei in Schonach sein zweites Podium. Bei den Nordischen Skiweltmeisterschaften 1987 in Oberstdorf kam Kempf nach einem schwachen Springen durch den fünften Rang im 15-km-Langlauf noch auf Platz sieben. Im Mannschaftswettbewerb erreichte das Schweizer Team mit Kempf, Andreas Schaad und Fredy Glanzmann mit der besten Langlaufzeit des Wettbewerbs den fünften Rang. Am Ende der Saison erreichte Kempf nach zwischenzeitlicher Führung im Gesamtweltcup den dritten Platz.

### Durchbruch und Olympiasieg
Zu Beginn der Saison 1987/88 begann Kempf bereits, sich auf die Olympischen Winterspiele vorzubereiten. Am 23. Januar 1988 in Seefeld in Tirol stand er nach dem Einzelwettbewerb als Zweiter erneut auf einem Podiumsrang. Bei den Olympischen Winterspielen 1988 in Calgary gelang ihm in der Nordischen Kombination der erste Schweizer Olympiasieg in dieser Disziplin. Nachdem er nach dem Skispringen noch auf dem dritten Platz gelegen war, beendete er den Laufwettbewerb mit 19 Sekunden Vorsprung. Es war dies ein «Déjà-vu» zum Weltcupsieg am 30. Dezember 1986 in Oberwiesenthal, denn erneut wurden sowohl Springen als auch Langlauf an einem Tag (28. Februar) durchgeführt. Im Mannschaftswettbewerb hatte er sich, zusammen mit Schaad und Glanzmann, schon wenige Tage zuvor die Silbermedaille gesichert. Nach den Spielen belegte er in seinem letzten Weltcup der Saison in Oslo noch einmal Rang vier und schloss die Saison auch auf diesem Platz ab.
In die Saison 1988/89 startete er am 29. Dezember 1988 mit dem sechsten Rang in Oberwiesenthal, bevor er im Januar überlegen den Schwarzwaldpokal in Schonach gewann. Da bei diesem Wettbewerb die gesamte Weltelite an den Start ging, zählte man das Rennen als Generalprobe für die Nordischen Skiweltmeisterschaften 1989 in Lahti. Als Olympiasieger reiste er als Favorit zu den Weltmeisterschaften, verpasste aber als Vierter knapp eine Medaille und wurde damit auch seiner Favoritenrolle nicht gerecht. Die Chance auf eine bessere Platzierung verpasste er bereits mit Rang 14 im Skispringen. Im Teamwettbewerb sicherte er sich mit der Mannschaft die Silbermedaille. In der Gesamtweltcup-Wertung lag Kempf zum Ende der Saison nach einem weiteren Sieg in Thunder Bay erneut auf dem dritten Rang.

### Trainerstreit und Comeback
Zur Saison 1989/90, die er mit einem Sieg im Gundersen-Einzel in St. Moritz begann, kam es zu einem offenen Streit zwischen Kempf und dem Schweizer Nationaltrainer Ezio Damolin. Im Verlauf dessen erfolgte der zeitweise Ausschluss aus dem Kader. Sein internationales Comeback gab Kempf im März 1990 mit Platz sieben bei den Holmenkollen-Spielen. Die Saison schloss er im April 1990 mit dem Gewinn des zweiten Schweizer Meistertitels nach 1987 ab.
In der Saison 1990/91 fand Kempf schnell wieder Anschluss an die Weltspitze. Nach Rang sieben in Trondheim stand er in Oberwiesenthal, Schonach und Bad Goisern wieder auf dem Podium. Es blieben jedoch für mehr als zwei Jahre die letzten Weltcup-Podeste. Bei den Olympischen Winterspielen 1992 in Albertville verpasste er die Verteidigung seiner Medaillen von 1988 deutlich. So erreichte er im Einzel nur Rang 26 und wurde mit der Mannschaft Zehnter.

### Karriereende
Obwohl er zwischen 1992 und 1994 nur fünf Weltcup-Rennen bestritt, bei denen ein grosser Erfolg ausblieb, gehörte Kempf auch zum Kader für die Olympischen Winterspiele 1994 in Lillehammer. Überraschend gelang ihm mit der Mannschaft der Gewinn der Bronzemedaille. Im Einzel konnte er mit Rang sechs noch einmal seine Stärke demonstrieren. Nachdem er nach den Spielen sein Karriereende für das Saisonende angekündigt hatte, beendete er die Saison 1993/94 mit einem Sieg in Thunder Bay.
Nach seiner sportlichen Karriere begann Kempf mit dem Studium der Wirtschaftswissenschaften an der Universität Freiburg. Das Studium schloss er als Doktor der Wirtschafts- und Sozialwissenschaften ab. 2001 wurde er ehrenamtlicher Disziplinenchef der Schweizer Nordischen Kombinierer.
Im August 2004 wurde Kempf hinter Gian Gilli stellvertretender Bereichsleiter Leistungssport bei Swiss-Ski. In dieser Position vertrat er alle nordischen Disziplinen und Sportler bei den Nordischen Skiweltmeisterschaften 2005 in Oberstdorf. Im Juli 2005 verliess er den Schweizer Skiverband und nahm am 1. August eine Stelle als Sportökonom im Bundesamt für Sport an.
2009 wurde er Langlauftrainer der Schweizer Kombinierer. In weiterer Folge war er Trainer für alle Langläufer bei Swiss-Ski. Im März 2020 übernahm er den Posten des Schweizer Direktors für den Ski-Nordisch-Bereich, war aber immer noch in Teilzeit als Sportökonom im Bundesamt für Sport tätig. Im Frühjahr 2022 gab er diesen Posten zugunsten seiner Tätigkeit als Sportökonom auf, offiziell aufgrund der nicht mehr gegebenen Vereinbarkeit aus Good-Governance-Gründen. Spekuliert wird, ob die Gründe im Bereich Personalführung, umstrittene Kündigungen durch ihn, eigene Kündigung durch wichtige Funktionsträger und enttäuschende Leistungen der nordischen Athleten bei den Olympischen Spielen in Peking liegen und ihm de facto durch Swiss-Ski gekündigt wurde.

### Schriften (Auswahl)
- Sport: zwischen Sturz und Euphorie. Eine vergleichende Analyse der institutionellen Vorkehrungen für den Sport als Spiel und jenem als Ware. (= Dissertation, Universität Freiburg). Freiburg in der Schweiz 2004, OCLC 718730607.
- mit Helmut Dietl, Egon Franck: Fußball – Ökonomie einer Leidenschaft. 1. Auflage. Hofmann, Schorndorf 2009, ISBN 3-7780-8370-8.
- mit Janine Balter: Im Schatten der Sportwissenschaft (= Sportökonomie. Nr. 15). Hofmann, Schorndorf 2013, ISBN 978-3-7780-8375-8.

## Erfolge

### Weltcup-Siege im Einzel
| Datum             | Ort            | Land        | Disziplin |
| ----------------- | -------------- | ----------- | --------- |
| 30. Dezember 1986 | Oberwiesenthal | DDR         | Einzel    |
| 7. Januar 1989    | Schonach       | Deutschland | Einzel    |
| 25. März 1989     | Thunder Bay    | Kanada      | Einzel    |
| 16. Dezember 1989 | St. Moritz     | Schweiz     | Einzel    |
| 19. März 1994     | Thunder Bay    | Kanada      | Einzel    |

## Statistik

### Platzierungen bei Olympischen Winterspielen
| Jahr und Ort     | Wettbewerb | Wettbewerb | Wettbewerb |
| Jahr und Ort     | Einzel     | Team       |            |
| ---------------- | ---------- | ---------- | ---------- |
| 1988 Calgary     | 01.        | 02.        |            |
| 1992 Albertville | 26.        | 10.        |            |
| 1994 Lillehammer | 06.        | 03.        |            |

### Weltcup-Statistik
Die Tabelle zeigt die erreichten Platzierungen im Einzelnen.
- Platz 1.–3.: Anzahl der Podiumsplatzierungen
- Top 10: Anzahl der Platzierungen unter den ersten zehn
- Punkteränge: Anzahl der Platzierungen innerhalb der Punkteränge
- Starts: Anzahl gelaufener Rennen in der jeweiligen Disziplin

| Platzierung         | Einzel a | Sprint | Massenstart | Team   | Team    | Gesamt |
| Platzierung         | Einzel a | Sprint | Massenstart | Sprint | Staffel | Gesamt |
| ------------------- | -------- | ------ | ----------- | ------ | ------- | ------ |
| 1. Platz            | 5        |        |             |        |         | 5      |
| 2. Platz            | 4        |        |             |        |         | 4      |
| 3. Platz            | 2        |        |             |        |         | 2      |
| Top 10              | 32       |        |             |        |         | 32     |
| Punkteränge         | 39       |        |             |        |         | 39     |
| Starts              | 39       |        |             |        |         | 39     |
| Stand: Karriereende |          |        |             |        |         |        |

## Persönliches
Kempf entstammt einem alten Rittergeschlecht, welches seine Ursprünge im Elsass hat. Auch sein Vater, Grossvater und Urgrossvater trugen den Vornamen Hippolyt, welcher die Bedeutung der vom Pferd Gefallene hat. Während der Anfänge seiner Sportlerkarriere arbeitete er im Sportgeschäft seiner Eltern. Am Skigymnasium Stams in Österreich machte Kempf das Abitur.